# Варзітамак
Варзітама́к (рос. Варзиматак, башк. Варзитамаҡ) — присілок у складі Бураєвського району Башкортостану, Росія. Входить до складу Ванишівської сільської ради.
Населення — 91 особа (2010; 117 у 2002).
Національний склад:
- башкири — 96 %